# Abbas III
Abbas III (1732–1740) – władca Persji w latach 1732–1736. Ostatni władca z dynastii Safawidów.
Abbas III był synem Tahmaspa II. Po detronizacji jego ojca przez Nadira w 1732 ośmiomiesięczny Abbas został wyznaczony na władcę Persji. Nadir, który był właściwym władcą państwa zajął oficjalną pozycję pierwszego człowieka w państwie po władcy. W marcu 1736 Abbas także został zdetronizowany, a tron przejął Nadir Szach, kończąc w ten sposób panowanie dynastii Safawidów. W więzieniu w Sabzewar, w roku 1740, Abbas i jego ojciec Tahmasp zostali zamordowani z rozkazu syna Nadira, Rezy-kul Mirzy. Pragnącego zagwarantować swoje następstwo po ojcu Mirzę skłoniły do tego czynu plotki o śmierci Nadira w Indiach i obawa przez ewentualną rewoltą zwolenników Safawidów.

## Literatura
- L. Lockhart, Nadir Shah, London, 1938
- R.M. Savory, Encyclopædia Iranica